# William Painter (inventor)
William Painter   (Maryland, 20 de novembre de 1838 - Baltimore, 15 de juliol de 1906) fou l'inventor del tap corona i el fundador de Crown Cork & Seal Company; actualment Crown Holdings, una empresa inclosa a la llista del Fortune 500.
Nasqué aTriadelphia, llavors una petita població fabril. Té més de 80 patents, incloent-hi el tap corona, l'obreampolles, una màquina per coronar ampolles, una màquina de plegament de paper, un seient d'expulsió de seguretat per a trens de viatgers i una màquina per detectar monedes falses.